# Eva Lys
Eva Lys (født 12. januar 2002 i Kyiv, Ukraine) er en professionel tennisspiller fra Tyskland.